# Michael F. Walsh
Michael F. Walsh (* 24. Februar 1894 in New York City; † 22. Juli 1956 ebenda) war ein US-amerikanischer Jurist und Politiker (Demokratische Partei). Er war von 1939 bis 1943 Secretary of State von New York.

## Werdegang
Michael F. Walsh, Sohn von Patrick Walsh, wurde 1894 in der damals noch eigenständigen Stadt Brooklyn geboren und wuchs dort auf. Sein Vater wanderte aus Ballydine House in der Nähe von Cashel im irischen County Tipperary in die Vereinigten Staaten ein. Er war der Erste, der zur gleichen Zeit als Chief of the City of New York Fire Department und als Fire Commissioner diente. Über die Jugendjahre von Michael F. Walsh ist nichts bekannt. Er diente während des Ersten Weltkrieges in der US-Navy. Danach ging er an die Law School der Columbia University, wo er Jura studierte. Walsh erhielt seiner Zulassung als Anwalt. Von 1938 bis 1939 war er United States Attorney for the Eastern District of New York, bevor er zum Secretary of State von New York ernannt wurde. Er war dann von 1943 bis 1954 Richter am New York Supreme Court. Für eine beträchtliche Zeit war er nebenberuflich Lektor an der Columbia Law School. Er verstarb in seinem Heim an der 1193 East Nineteenth Street in Brooklyn und wurde dann auf dem Holy Cross Cemetery beigesetzt.